# Бертье, Маврикий Феликсович
Маври́кий Фе́ликсович Бертье (Берте) (1799—1849) — российский генерал-майор, участник польской кампании 1830—1831 годов.

## Биография
Маврикий Феликсович Бертье (Берте-Морильяк) родился в 1799 году. Его отец, принадлежа к французскому дворянству, в связи с революционными событиями был вынужден эмигрировать из Франции в Россию, где принял присягу на с подданство. Желая видеть своего сына в рядах русской армии, Феликс Бертье в 1818 году определил его юнкером в лейб-гвардии Уланский Его Императорского Высочества Наследника Цесаревича полк, где Маврикий Бертье за усердие и отличное знание службы произведён был вскоре в портупей-юнкера, в следующем 1819 году — в корнеты, а в 1823 году — в поручики.
Масон, член петербургской ложи «Соединённые друзья».
В этом чине Маврикий Феликсович участвовал в кампаниях 1830 и 1831 годов против восставших поляков, причём, за отличия в боевых делах, удостоился получить 9 апреля 1831 года орден св. Владимира 4-й степени (за Остроленку), 7 июня (по другим данным — 7 августа) золотую саблю с надписью «За храбрость» (за сражение под Гроховым), 27 августа орден св. Анны 2-й степени с императорской короной (за бой на Понарских высотах) и, наконец, 31 декабря того же 1831 года медаль «За взятие приступом Варшавы» и польский знак отличия за военное достоинство 4-й степени.
В том же 1831 году Бертье был произведён в чин штабс-ротмистра, а в 1833 году — в ротмистры, с назначением командовать 2-м эскадроном своего полка, с которым сделал практический поход от штаба II округа пахотных солдат до города Калиша, где участвовал маневрах 3-го пехотного корпуса. За отличное во всех отношениях состояние эскадрона на смотру под Калишем Бертье получил орден св. Станислава 2-й степени, прусский орден Красного орла 3-й степени и Высочайшую благодарность.
В 1838 году Бертье получил чин полковника. 11 декабря 1840 года за беспорочную выслугу 25 лет в офицерских чинах он был награждён орденом св. Георгия 4-го класса (№ 6216 по кавалерскому списку Григоровича — Степанова), в следующем году — орденом св. Владимира 3-й степени.
В 1843 году командовал дивизией. С 20 сентября 1844 года Бертье командовал Митавским гусарским полком.
8 октября 1847 года Бертье был назначен командиром лейб-гвардии Уланского Его Величества полка, 6 декабря 1847 года был произведён за отличие по службе в генерал-майоры.
Скончался 12 января 1849 года в Вилькомире (Польша), из списков исключён 14 января.
Похоронен при Робейской церкви Новгородского уезда.